# Unidad de control de transmisión
Una unidad de control de transmisión (también conocida por las siglas TCU, de su denominación en inglés Transmission Control Unit), es un tipo de centralita electrónica que se utiliza para gestionar la transmisión automática de un vehículo. Se emplean sistemas similares en las transmisiones semiautomáticas para regular únicamente el accionamiento del embrague. Una transmisión automática moderna, generalmente recibe información de una serie de sensores que registran diversos parámetros del funcionamiento del vehículo, así como los datos proporcionados por la centralita electrónica del motor, con el fin de calcular cómo y cuándo cambiar de marcha para obtener un rendimiento óptimo, minimizar el consumo de combustible y adecuar el comportamiento del vehículo a la forma de conducción deseada.

## Historia
Los sistemas de gestión automática de las transmisiones utilizadas en los automóviles pasaron de ser sistemas puramente hidromecánicos a convertirse en controles electrónicos a partir de finales de la década de 1980. Desde entonces, su desarrollo ha sido constante, permitiendo lograr grandes avances en los últimos años que han supuesto la drástica reducción del peso y del volumen de los elementos de control.

## Transmisiones automáticas
Las modernas unidades de control utilizan señales procedentes de sensores colocados en el motor y en la propia transmisión automática, así como de otros controladores electrónicos situados en el vehículo, con el fin de determinar cuándo y cómo cambiar de marcha. Los diseños más modernos obtienen información o la comparten con la centralita de gestión del motor, mientras que los diseños más antiguos a menudo tienen sus propios sensores en determinados lugares clave del motor. Llegan a ser tan complejas en su diseño y realizan cálculos basados en tantos parámetros, que existe una cantidad indefinida de posibles ajustes para regular su comportamiento. A continuación se listan los principales elementos de los que se alimenta la unidad de control y aquellos cuyo funcionamiento gestiona o contribuye a gestionar:
Parámetros de entrada
- Sensor de velocidad del vehículo
- Sensor de velocidad de la rueda
- Sensor de posición del acelerador
- Sensor de velocidad de la turbina
- Sensor de temperatura del fluido de la transmisión
- Sensor del kickdown
- Interruptor de la luz de freno
- Sistema de control de tracción
- Otros interruptores
- Módulo de control de crucero
- Entradas de otros controladores

Parámetros de salida
- Bloqueo de cambio
- Solenoides de cambio
- Solenoides de control de presión
- Solenoide del embrague del convertidor de par
- Salida a la centralita del motor
- Salidas a otros controladores

## Transmisiones semiautomáticas
Las unidades de control de la transmisión más antiguas en coches con transmisiones semiautomáticas (sin pedal de embrague) generalmente constan de un conmutador eléctrico que se activa cada vez que la unidad de control de la transmisión detecta que el conductor toca la palanca de cambios para cambiar de marcha, lo que a su vez activa un solenoide que impulsa un servomecanismo que desacopla el embrague mediante un actuador (que puede ser hidráulico, neumático, eléctrico o electromagnético) para que el conductor pueda cambiar de marcha. Ejemplos posteriores de transmisiones manuales sin embrague utilizadas en automóviles de carretera incluyen la transmisión Saab "Sensonic", utilizada en el 900 NG, y la transmisión manual automática Ferrari "Valeo", utilizada en el Mondial T. Ambos sistemas usaban una centralita electrónica conectada a un sensor integrado en la palanca de cambios, que detectaba si el conductor iba a cambiar de marcha (es decir, al tocar la palanca), de forma que se accionaba el embrague automáticamente, permitiendo al conductor cambiar de marcha. El sistema Sensonic de Saab era electrohidráulico, usando un motor eléctrico o un solenoide conectado a un actuador hidráulico, mientras que el sistema Valeo de Ferrari se valía de un sistema electromecánico, usando un motor eléctrico o solenoide, conectado al sistema de embrague mecánico.
Se utilizan sistemas similares en automóviles de carreras con transmisiones semiautomáticas accionadas mediante levas manuales. Estos dispositivos electrónicos normalmente funcionan junto con la unidad de control de motor (de forma similar a los utilizados en los coches de carretera) y son responsables de gestionar las órdenes de accionamiento del acelerador, el embrague y la caja de cambios (mediante diversos tipos de actuadores) con el fin de optimizar el lapso de cambio, valiéndose de sensores y de la información suministrada por distintos subsistemas.